# Проваторов, Геннадий Пантелеймонович
Геннадий Пантелеймонович Проваторов (11 марта 1929, Москва, СССР — 4 мая 2010, Минск, Белоруссия) — советский и белорусский дирижёр. Народный артист РСФСР (1981), заслуженный артист Республики Беларусь, Лауреат Государственной премии Республики Беларусь (1996).

## Биография
Мать — медсестра, от нее же узнал об отце, арестованном в возрасте 29 лет. Он играл на скрипке, был актером, режиссером, автором сатирических и комических пьес, погиб в начале сталинских репрессий.
Окончил Московскую консерваторию как пианист у А. Б. Гольденвейзера (1952), а затем как дирижёр у К. П. Кондрашина и А. В. Гаука (1956).
В 1955—1961 годах — дирижёр симфонических оркестров Московской областной, Харьковской и Днепропетровской филармоний, в 1961—1965 годах — Музыкального театра имени К. С. Станиславского и В. И. Немировича-Данченко. В 1962 году Проваторов дирижировал премьерой второй редакции оперы Дм. Шостаковича «Катерина Измайлова», затем записав её (запись удостоена во Франции Grand Prix du Disque 1966 года).
В 1965—1968 годах возглавлял оркестр Одесского театра оперы и балета, в 1968—1971 годах — Ленинградского Малого театра оперы и балета, в котором под руководством Проваторова были поставлены, в частности, оперы «Бенвенуто Челлини» Берлиоза (впервые в СССР) и «Турандот» Пуччини, балетов Стравинского «Весна священная», «Петрушка», «Жар-птица». В 1971—1981 годах Проваторов был главным дирижёром Симфонического оркестра Куйбышевской филармонии.
С 1984 года жил и работал в Беларуси. В 1984—1989 годах возглавлял Государственный академический театр оперы и балета Белорусской ССР, продолжал с ним работать и в последующие годы; среди постановок Проваторова — оперы Мусоргского «Хованщина» и Прокофьева «Война и мир», балеты Чайковского «Лебединое озеро» и Прокофьева «Ромео и Джульетта», а также произведения белорусских композиторов — премьеры оперы «Визит дамы» Сергея Кортеса (1995) и балета «Страсти (Рогнеда)» Андрея Мдивани (1996); среди учеников: дирижёр Игорь Бухвалов, дирижёр Евгений Степанцов, дирижёр камерного оркестра Белорусской государственной академии музыки Петр Вандиловский, дирижёры Национального академического театра оперы и балета Республики Беларусь Вячеслав Волич и Иван Костяхин, дирижёр Государственного академического симфонического оркестра Республики Беларусь Михаил Снитко, дирижёр камерного оркестра Гомельской филармонии Владимир Оводок.
Г. П. Проваторов скончался 4 мая 2010 года после тяжёлой болезни в Минске. 7 мая 2010 года в 8.00 прошло отпевание в Минском Свято-Духовом кафедральном соборе, в 12.00 состоялась гражданская панихида в Белорусской государственной академии музыки в Минске. Похоронен в Москве на Щербинском кладбище.

## Записи
- Опера П. И. Чайковского «Опричник». Исполнители: Лев Кузнецов, Тамара Милашкина, Лариса Никитина, Раиса Котова, Владимир Маторин, Евгений Владимиров. Симфонический оркестр Центрального телевидения и Всесоюзного радио, дирижёр — Геннадий Проваторов. Запись — 1980 год
- Г. Попов. Симфонии № 1, 2. Московский Государственный симфонический оркестр, Симфонический оркестр Центрального телевидения и Всесоюзного радио, дирижёр — Геннадий Проваторов.
- А. П. Бородин «Князь Игорь», фильм-опера (1969). Режиссёр Роман Тихомиров, балет, хор и оркестр Ленинградского академического театра оперы и балета им. С. М. Кирова. Исполнители: князь Игорь — Борис Хмельницкий (поет Владимир Киняев); Ярославна — Нелли Пшенная (поет Тамара Милашкина); Владимир Игоревич — Борис Токарев (поет Виргилиус Норейка);  князь Галицкий — Александр Сластин (поет Валерий Малышев); Кончак — Бимбулат Ватаев (поет Евгений Нестеренко); Кончаковна — Инвета Моргоева (поет Ирина Богачёва).